# William T. R. Fox

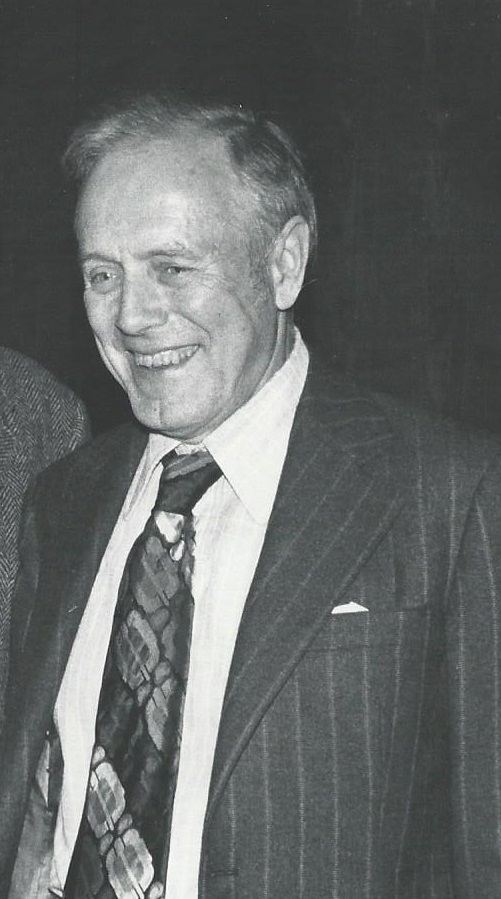
William T. R. Fox (um 1984)

William Thornton Rickert Fox (* 12. Januar 1912 in Chicago; † 24. Oktober 1988 in Greenwich, Connecticut) war ein US-amerikanischer Politikwissenschaftler, der an der Columbia University forschte und lehrte. Sein Fachgebiet waren die Internationalen Beziehungen. 1944 prägte er mit seinem Buch The Super-Powers: The United States, Britain, and the Soviet Union—Their Responsibility for Peace, den Begriff Super-Powers. 1972/73 amtierte er als Präsident der International Studies Association (ISA).
Fox war Absolvent des Haverford College, wo er 1932 den Bachelorabschluss erlangte, und machte 1934 sein Master-Examen an der University of Chicago, wo er auch 1940 zum Ph.D. promoviert wurde. Bevor er 1950 an die Columbia University kam, lehrte er an der Temple University, der Princeton University und der Yale University. Einige seiner Bücher verfasste er gemeinsam mit seiner Ehefrau Annette Baker Fox, die als Wissenschaftlerin am Institute of War and Peace Studies der Columbia University tätig war.
1961 wurde Fox in die American Academy of Arts and Sciences gewählt.

## Schriften (Auswahl)
- A continent apart. The United States and Canada in world politics. University of Toronto Press, Toronto/Buffalo 1985, ISBN 0802065759.
- Mit Annette B. Fox: NATO and the range of American choice. Columbia University Press, New york 1967.
- Theoretical aspects of international relations. University of Notre Dame Press, Notre Dame 1959.
- Mit Annette B. Fox: Britain and America in the era of total diplomacy. Center of International Studies, Princeton University, Princeton 1952.
- The Super-Powers: The United States, Britain, and the Soviet Union—Their Responsibility for Peace. Harcourt, Brace and company, New York 1944.